# Metadena caballeroi
Metadena caballeroi är en plattmaskart. Metadena caballeroi ingår i släktet Metadena och familjen Cryptogonimidae. Inga underarter finns listade i Catalogue of Life.